# Carta d'identità svizzera
La carta d'identità svizzera (in tedesco Identitätskarte, in francese Carte d'identité, in romancio Carta d'identitad) è un documento di riconoscimento della Svizzera. Dal luglio 1994 è in uso la carta plastificata, non biometrica.
La carta di identità svizzera può essere rilasciata solo ai cittadini in possesso della nazionalità svizzera, i cittadini di nazionalità straniera necessitano di un permesso di soggiorno e del relativo libretto per stranieri (Ausländerausweis), in base alle differenti ragioni di rilascio. Non si tratta di una carta d'identità elettronica biometrica, in quanto non contiene microchip né dati registrati elettronicamente. Per i maggiorenni ha una validità di 10 anni e per i minorenni di 5 anni.

## Storia
La carta d'identità venne introdotta nel paese, in forma cartacea, almeno dal 1940. Dal 1º luglio 1994, fu avviata una fase pilota per l'introduzione della carta di identità in formato tessera, la cui emissione iniziò ufficialmente il 1º gennaio 1995. Nel 1999, in virtù del principio di plurilinguilsmo svizzero, venne inserito anche il romancio. Nel 2003 venne lievemente modificata: il cinegramma fu incorporato nella carta, si iniziò indicare il sesso del titolare anziché il colore degli occhi, e l'espressione "cittadino/a svizzero/a" fu sostituita dalla nazionalità "svizzera".
Nel 2014 si decise la trasformazione del documento in una carta d'identità elettronica biometrica, senza che tuttavia tale decisione divenisse poi operativa nei successivi anni. Dal 3 marzo 2023 è emesso un nuovo modello, conforme a standard di sicurezza più moderni, ma ancora privo di microchip.

## Rilascio
La carta di identità svizzera può essere rilasciata solo alle persone in possesso della cittadinanza svizzera.
Dopo aver effettuato richiesta agli uffici competenti, si riceve un appuntamento personale presso uno dei centri per l'emissione dei documenti d'identità, situati nelle capitali dei cantoni, nelle cittadine principali, in alcuni aeroporti (Basilea, Lugano e Zurigo) oltre che presso le rappresentanze consolari all'estero.
Nel Canton Ticino gli uffici si trovano a Bellinzona, Biasca, Locarno, Lugano e Mendrisio.
Il costo di una carta di identità al 2024 era di 65 franchi per i maggiorenni (più 5 franchi di spedizione) e 30 franchi per i minorenni (più 5 franchi di spedizione).